# Joy Mogensen
Joy Mogensen (ur. 11 sierpnia 1980 w Toronto) – duńska polityk i działaczka samorządowa, w latach 2011–2019 burmistrz gminy Roskilde, w latach 2019–2021 minister kultury i ds. kościelnych.

## Życiorys
Absolwentka kulturoznawstwa i językoznawstwa na Uniwersytecie w Roskilde. Pracowała jako konsultantka w przedsiębiorstwie doradczym Rambøll i instytucie badawczym Teknologisk Institut. Działaczka Socialdemokraterne, w 2006 została radną miejską w Roskilde. W latach 2011–2019 sprawowała urząd burmistrza gminy Roskilde. W czerwcu 2019 została ministrem kultury i ds. kościelnych w gabinecie Mette Frederiksen. Zakończyła urzędowanie w sierpniu 2021.